# Święciany
Święciany (lit. Švenčionys) – miasto rejonowe na Litwie, na Wileńszczyźnie i w Auksztocie, położone ok. 60 km na północny wschód od Wilna. Ludność: 5658 mieszkańców (2005).
W mieście rozwinął się przemysł spożywczy, lekki oraz zielarski.

## Historia
Święciany są jednym z najstarszych miast na Litwie. Były one dogodnie położone na trakcie z Wilna do Połocka i Witebska. W XV w. znajdował się tam dwór księcia litewskiego Witolda. Był on również fundatorem pierwszego kościoła. Zasługą Witolda było również sprowadzenie do miasta Tatarów. Już w 1486 roku Święciany posiadały prawa miejskie.
Lata świetności miasto przeżywało w XV i XVI w. Od 1565 roku miasto było siedzibą sądu ziemskiego. W 1633 roku przybyli franciszkanie i na przedmieściach zbudowali swój kościół (zakonników usunięto w ramach carskich represji po powstaniu listopadowym).
Prywatne miasto szlacheckie położone było w końcu XVIII wieku w powiecie oszmiańskim województwa wileńskiego.
W 1812 roku podczas marszu na Moskwę, miasto odwiedził Napoleon i przyjął tam defiladę wojsk.
Podczas powstania listopadowego Święciany były głównym punktem oporu na Litwie. 20 kwietnia 1831 roku powołano tam Tymczasowy Rząd Polski na Litwie z hrabią Edwardem Mostowskim na czele. W 1839 roku po synodzie połockim w Święcianach powstała jedna z pierwszych parafii prawosławnych po zniesieniu unii brzeskiej. W 1898 roku na koszt państwa rosyjskiego w miejscowości wzniesiono cerkiew Świętej Trójcy. Parafia prawosławna liczyła w 1913 r. 709 wiernych.
W dniach 13–14 maja 1919 r. wojska polskie stoczyły pod miastem zwycięską bitwę z wojskami sowieckimi. Miasto powróciło wówczas do Polski. W dniach 8–9 lipca 1920 r. wojska polskie przegrały bitwę z sowieckim 3 Korpusem Kawalerii Gaja. Za II RP Święciany były siedzibą gminy wiejskiej. 20 października 1933 roku do miasta włączono zaścianek Podligumy z gminy wiejskiej Święciany. 10 marca 1924 roku honorowym obywatelem miasta został Józef Piłsudski.
W 1931 w 802 domach zamieszkiwały 5 742 osoby.
Po zajęciu przez Armię Czerwoną miasto zostało wcielone do Białoruskiej SRR i poddane surowym represjom. Większość Polaków działających politycznie i bogatych właścicieli ziemskich zostało wywiezionych w głąb ZSRR. Po włączeniu Litwy w skład ZSRR w 1940 roku miasto z rejonem zostało przekazane Litewskiej SRR. Po wkroczeniu Niemców w 1941 roku, represje dotknęły Żydów, którzy przed wojną stanowili ponad połowę mieszkańców miasta. Hitlerowcy zamordowali ponad 4 tys. Żydów. 19 i 20 maja 1942 roku niemieckie i litewskie formacje policyjne dokonały zbrodni na ludności polskiej, mordując około 400 Polaków.
W czasie okupacji niemieckiej mieszkająca w Święcianach rodzina Walulewicz udzieliła pomocy Goldzie Buszkaniec z d. Fejgel. W 2004 roku Instytut Jad Waszem podjął decyzję o przyznaniu Irenie i Zofii Walulewicz tytułu Sprawiedliwych wśród Narodów Świata.
W pobliżu Święcian (w Zułowie) urodził się Józef Piłsudski, a w podświęciańskich Łyngmianach Ignacy Oziewicz. Miasto jest miejscem urodzenia m.in. asa polskiego lotnictwa – Franciszka Żwirki, generałów Wojska II RP: Rudolfa Niemiry i Wiktora Thomée. W latach 20. posłem na Sejm ze Święcian był Stanisław Cat-Mackiewicz.
Po II wojnie światowej i utracie miasta przez Polskę, do 1 listopada 1946 roku z rejonu święciańskiego w obecne granice Polski wysiedlono ok. 4,4 tys. Polaków, natomiast ok. 5,8 tys. zarejestrowanych do przesiedlenia Polaków pozostało w rejonie. Aktualnie Polacy stanowią ok. 27,4% mieszkańców rejonu święciańskiego.
W październiku 2011 roku na cmentarzu w Święcianach zniszczono 50 grobów polskich legionistów. Nacjonaliści zamazali krzyże i tablice pamiątkowe na grobach farbą, oraz namalowali na nich swastyki.

## Zabytki
- Kościół pw. Wszystkich Świętych oraz stare polskie groby wokół kościoła
- Drewniana cerkiew pw. Zaśnięcia NMP (staroobrzędowców)
- Cmentarz katolicki z grobami 50 polskich legionistów
- Pałac Mostowskich na przedmieściu Cerkliszki – pałac zbudował hr. Edward Mostowski w l. 1823 – 1830. Budowla piętrowa na planie prostokąta, podpiwniczona. Front zdobi sześciokolumnowy portyk. We wnętrzu zachowały się stiukowe plafony i gzymsy oraz drewniane parkiety. Przed pałacem znajduje się duży owalny gazon. Z dawnych zabudowań gospodarczych przetrwały wzniesione z kamienia polnego lodownia na planie koła, kryta gontem i zwieńczona wieżyczką oraz kuźnia - z kolumnowym portykiem wgłębnym. Na teren rezydencji wiedzie aleja klonowo-wiązowa. Za pałacem rozciąga się park o pow. 34,5 ha założony ok. 1830 r., z kilkoma stawami oraz grodziskiem zwanym Górą Perkuna[9].
- Dom w którym urodził się i mieszkał przez 19 lat (do 1914) polski pilot Franciszek Żwirko, ul. Partyzantów 7
- Cmentarz tatarski (mizar)
- Cerkiew prawosławna pw. Świętej Trójcy z XIX wieku, parafialna

## Ludzie związani ze Święcianami

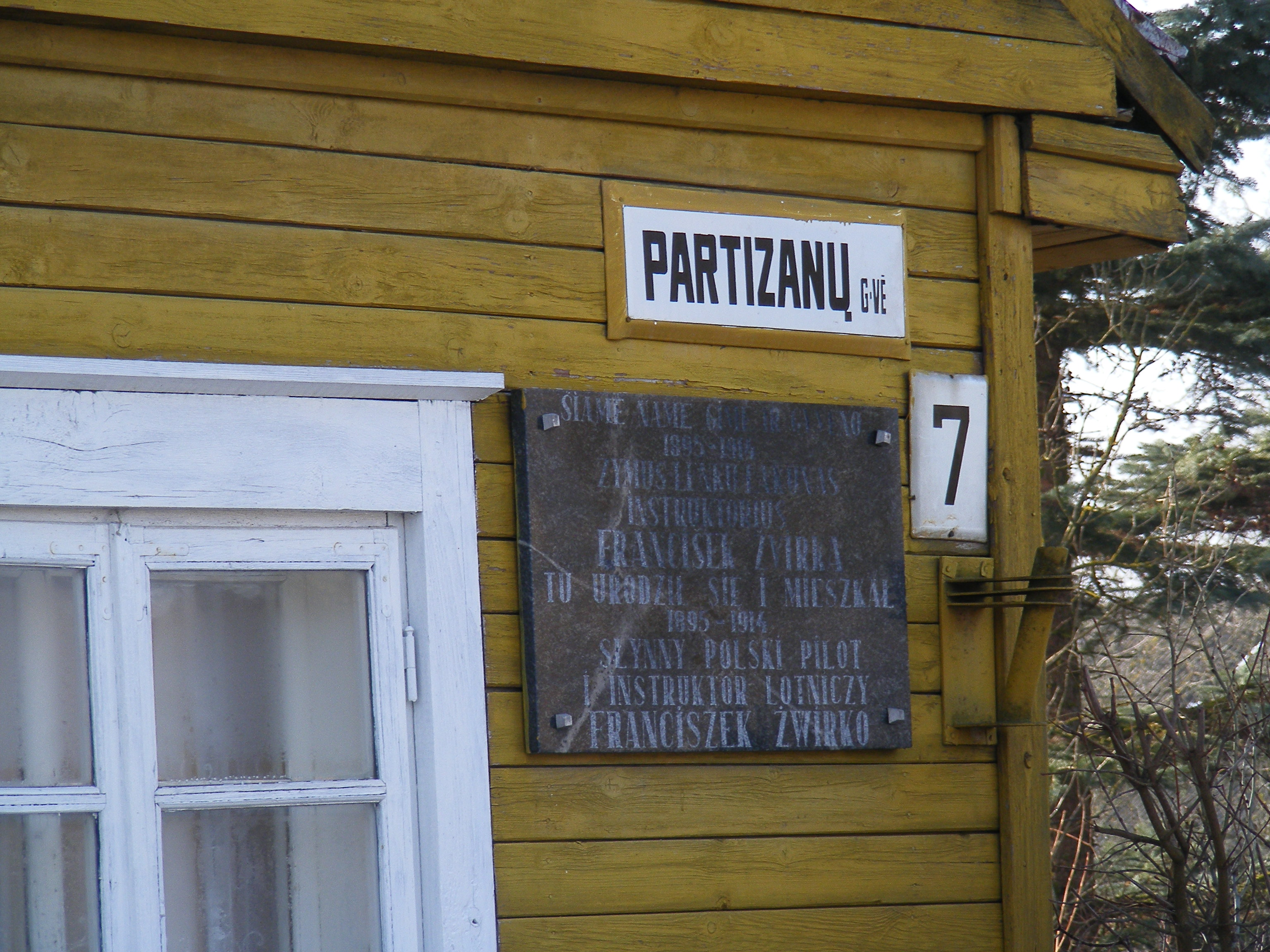
Tablica pamiątkowa na ścianie domu Franciszka Żwirki

- Aleksander Adamowicz – polski polityk, rolnik, poseł na Sejm II RP
- Icchak Arad –  izraelski wojskowy i historyk, dyrektor Jad Waszem
- Andrzej Czechowicz – polski agent wywiadu PRL
- Maksymilian Konrad Hajkowicz – pułkownik saperów Wojska Polskiego.
- Mordechaj Kaplan – amerykański filozof żydowski, reformator judaizmu
- Rudolf Niemira – polski dowódca wojskowy, generał brygady Wojska Polskiego
- Konstantas Ramelis – litewski prawnik, pedagog i polityk
- Wiktor Thommée – polski dowódca wojskowy, generał brygady Wojska Polskiego
- Zita Užlytė – litewska nauczycielka
- Romuald Jakub Weksler-Waszkinel – polski ksiądz katolicki i filozof żydowskiego pochodzenia, doktor filozofii, pracownik naukowy Katolickiego Uniwersytetu Lubelskiego
- Franciszek Żwirko – polski pilot sportowy, porucznik pilot Wojska Polskiego

## Miasta partnerskie
- Rumia,  Polska
- Świdnica,  Polska
- Wejherowo,  Polska
- Mrągowo,  Polska
- Postawy,  Białoruś